# Johannes Georgi
Pour les articles homonymes, voir Georgi.
Johannes Georgi, né le 14 décembre 1888 à Francfort-sur-le-Main et mort le 24 mai 1972 à Hambourg, est un explorateur, météorologue et glaciologue allemand. 
Il a effectué les premières mesures météorologiques approfondies de l'inlandsis du Groenland et a été le premier en Europe à observer le courant-jet.

## Biographie
Il est le fils aîné du professeur Johannes Georgi (1861-1945). Diplômé du lycée Lessing de Francfort-sur-le-Main, il bénéficie d'une formation scolaire humaniste classique. Il étudie ensuite la physique et les mathématiques à Göttingen, Zurich et Marbourg. Il s'est également occupé de zoologie, en particulier de la théorie alors moderne de l'héritage. A Zurich, en 1909, il assiste également aux séminaires d'Albert Einstein, mais, ce qui est déterminant, c'est sa participation aux études météorologiques d'Alfred Wegener à Marbourg en 1910. Wegener revenait tout juste de deux hivers dans le nord-est du Groenland et se trouvait dans l'une de ses périodes créatives les plus importantes. Une longue amitié commence alors et ne prend fin qu'avec la mort de Wegener. À cette époque, Georgi est membre du mouvement idéaliste Wandervogel, un des premiers mouvements de jeunesse dont les membres recherchaient la proximité avec la nature à travers de longues randonnées.
Pendant la Première Guerre mondiale, il rejoint le service météorologique de la Kaiserliche Marine et devient météorologue et directeur de l'école du service météorologique. En 1919, il rejoint l'Institut de recherche météorologique de l'Observatoire maritime allemand de Hambourg, dirigé par Wegener.
En 1926 et 1927, il effectue des mesures des courants de haute altitude à la pointe nord de l'Islande à l'aide de ballons-sonde. Il découvre de forts courants à une altitude de 10 à 15 km qui ne peuvent pas être directement expliqués par le champ de pression au sol. Avec les mesures que Ōishi Wasaburō avait effectuées au Japon en 1924, il s'agit des premières observations du courant-jet. Lors d'une réunion de l'Observatoire maritime allemand en 1927, Georgi suggère que ce phénomène, ainsi que d'autres questions, fasse l'objet de recherches coordonnées au cours d'une deuxième Année polaire internationale. Cela devait avoir lieu entre 1932 et 1933, exactement 50 ans après la première. Georgi reprend une idée de Leonid Breitfuss, que celui-ci avait exprimée en 1926 lors de la réunion d'un comité spécial nommé par le conseil d'administration d'Aeroarctic (de). Il est donc considéré comme un initiateur important de la deuxième Année polaire internationale.
En 1928, Georgi atteint pour la première fois la côte du Groenland et donc la véritable région polaire lors d'une expédition Islande-Groenland avec le navire de recherche Meteor.
En étudiant la circulation générale de l'hémisphère nord, son désir d'en apprendre davantage sur les conditions météorologiques de l'Arctique en exploitant une station météorologique sur la calotte glaciaire du Groenland se développe. Ces plans prévoient une grande expédition au Groenland avec des mesures d'un océan à l'autre. C'est pourquoi Georgi participe en 1929 à l'expédition préparatoire de Wegener au Groenland avec Fritz Loewe (en) et Ernst Sorge (de). L'objectif est de trouver un point d'ascension approprié vers les glaces intérieures pour l'expédition principale prévue et de se familiariser avec les conditions difficiles de l'Arctique.
Au cours de l'expédition principale de 1930 à 1931, Georgi dirige la station d'Eismitte et y effectue des mesures météorologiques pendant une année complète d'observations. En 1930, il dirige le premier voyage en traîneau à chiens pour établir la station. Les conditions météorologiques causent d'importants problèmes logistiques à l'expédition de 1930 lorsqu'il s'agit d'approvisionner la station. 
Après le troisième transport en traîneau à chiens, Eismitte ne dispose plus que d'un tiers du pétrole destiné au stockage hivernal. Georgi décide donc d'abandonner la station si un autre transport n'arrive pas d'ici le 20 octobre. Fort de ces informations, Wegener a décidé d'effectuer un quatrième et dernier transport avant l'hivernage. Celui-ci commence le 21 septembre, mais doit être abandonné comme moyen de transport en raison des premières tempêtes de neige. Le seul objectif est de soulager Georgi et Sorge pour l'hiver. Wegener, Loewe et le Groenlandais Rasmus Villumsen (1909-1930), ayant épuisé toutes leurs réserves, atteignent le 30 octobre le milieu des glaces, là où Georgi et Sorge avaient entre-temps décidé d'essayer de passer l'hiver. Les derniers jours du voyage, tous les orteils de Loewe sont gelés. Ils sont amputés par Georgi avec des cisailles en fer blanc. Wegener et Villumsen commencent leur voyage de retour le 1er novembre, jour du 50e anniversaire de Wegener, mais ils ne survivent pas. Georgi et Sorge hivernent à Eismitte avec Loewe, en mauvaise santé. Georgi effectue des mesures météorologiques malgré des conditions extrêmes. Ce n'est que le 7 mai qu'un aerosani arrive à Eismitte et peut effectuer le trajet jusqu'à la station de l'Ouest en seulement deux jours. Georgi reste temporairement seul pour bénéficier d'une année complète d'observation. Il publie ensuite les entrées du journal destinées à sa femme dans le livre Im Eis vergraben. Erlebnisse auf Station Eismitte der letzten Grönland-Expedition Alfred Wegeners (littéralement Enterré dans la glace. Expériences à la station Eismitte de la dernière expédition d'Alfred Wegener au Groenland).
Après l'expédition, Georgi reprend son poste de chef du bureau des instruments à la station maritime de Hambourg. Dans les années qui suivent, il est accusé par d'autres participants de l'expédition, notamment Kurt Herdemerten (de) et Kurt Wegener, d'avoir causé la mort de Wegener et de Villumsen en exigeant plus de nourriture et de pétrole. Ces accusations ont eu des conséquences néfastes sur lui. Un procès s'est terminé en 1937 par un règlement entre les deux parties, qui leur a interdit de discuter davantage du différend en public.
Dans les années 1930, Georgi tente à plusieurs reprises une nouvelle expédition au Groenland, destinée à s'appuyer sur les questions de l'expédition Wegener. En 1936, contournant les voies officielles, il s'adresse au secrétaire d'État du ministère de l'Aviation du Reich pour lui demander de l'aide pour envoyer un dirigeable au Groenland afin d'y lancer une expédition géophysique et météorologique. La demande est rejetée au motif que tous les résultats de l'expédition Wegener devaient être disponibles avant qu'une nouvelle expédition puisse commencer. Avec le soutien de la Senckenbergische Naturforschende Gesellschaft, Georgi planifie en 1939 « l'expédition Senckenberg au Groenland », qui vise à mener des recherches interdisciplinaires sur quatre sites du Groenland. Georgi lui-même souhaite effectuer des travaux climatologiques et météorologiques dans une station située sur la glace intérieure. Karl Gripp (de), Aenne Schmücker (de) et Richard Kräusel doivent diriger les autres stations. Des raisons de politique étrangère ont conduit à un report à 1940. La Seconde Guerre mondiale a finalement empêché que l'événement ait lieu.
Hans, le fils unique de Georgi, est tué lors de la Seconde Guerre mondiale en Yougoslavie. Georgi prend sa retraite en 1949 en raison de problèmes de santé. Outre les sujets scientifiques, il se concentre désormais davantage sur les questions politiques. Depuis ses expériences à Eismitte, il entretient une correspondance animée avec son ancien camarade d'expédition Loewe. Cette correspondance montre que les expériences de Georgi à Eismitte l'ont occupé tout au long de sa vie. Il rencontre Loewe pour la dernière fois en mai 1971. 
Il meurt le 24 mai 1972 à Hambourg des suites d'une myasthénie.

## Honneurs
- Le prix Georgi est décerné pour les réalisations en météorologie par la GeoUnion Alfred-Wegener-Stiftung, organisation faîtière de toutes les associations géoscientifiques d'Allemagne, avec la participation de la Société météorologique allemande.
- Le Georgiweg à Groß Borstel et le Georgi Point (de) en Antarctique portent son nom.

## Publications
- Aerologie der hohen Breiten und große Zirkulation, In: Arktis, 1928, p. 83–85.
- Höhenwindmessungen auf Island 1909–1928, In: Archiv der deutschen Seewarte 51 (5), 1932.
- Im Eis vergraben. Erlebnisse auf Station Eismitte der letzten Grönland-Expedition Alfred Wegeners, Verlag des Blodigschen Alpenkalenders Müller, Munich, 1933.